# Kevin Doherty
Kevin Doherty (* 6. November 1958 in Toronto) ist ein ehemaliger kanadischer Judoka. 1981 war er Weltmeisterschaftsdritter, 1988 Olympiafünfter.

## Sportliche Karriere
1979 kämpfte Doherty in der Gewichtsklasse bis 71 Kilogramm. Er wurde in diesem Jahr erstmals kanadischer Meister. Bei den Panamerikanischen Spielen 1979 in San Juan erreichte er das Finale und gewann Silber hinter dem Kubaner Guillermo D'Nelson May.
1980 wechselte der 1,78 m große Doherty in die Gewichtsklasse bis 78 Kilogramm. In dieser Gewichtsklasse war er kanadischer Meister in den Jahren 1981 bis 1985 und 1988. Bei den Weltmeisterschaften 1981 in Maastricht bezwang er im Viertelfinale Brett Barron aus den Vereinigten Staaten und verlor im Halbfinale gegen den Briten Neil Adams. Im Kampf um Bronze bezwang er den Mongolen Rawdangiin Dawaadalai. 1982 gewann Doherty die Silbermedaille bei den Panamerikanischen Meisterschaften hinter dem Brasilianer Arnaldo Mennani. 1983 schied Doherty bei den Weltmeisterschaften in Moskau im Achtelfinale gegen den Franzosen Jean-Michel Berthet aus. Bei den Olympischen Spielen 1984 in Los Angeles erreichte Doherty mit zwei Siegen das Viertelfinale. Nach Niederlagen gegen den Deutschen Frank Wieneke und den Japaner Hiromitsu Takano belegte er den siebten Platz.
1986 kämpfte Doherty in der Gewichtsklasse bis 86 Kilogramm und wurde auch hier kanadischer Meister. Bei den Commonwealth Games in Edinburgh gewann er eine Bronzemedaille. 1987 kehrte Doherty in die Gewichtsklasse bis 78 Kilogramm zurück. Bei den Olympischen Spielen 1988 in Seoul unterlag er im Viertelfinale dem Polen Waldemar Legień. Nach einem Sieg in der Hoffnungsrunde gegen den Argentinier Gastón García verlor Doherty den Kampf um Bronze gegen Baschir Warajew aus der Sowjetunion.